# Vereinshaus der Berliner Kaufleute und Industriellen
Das Vereinshaus der Berliner Kaufleute und Industriellen war ein Gebäude in Berlin-Charlottenburg. Es war der Sitz des Vereins Berliner Kaufleute und Industrieller.
Das Gebäude stand an der Fasanenstraße im Berliner Bezirk Charlottenburg. Es wurde 1954 nach Plänen des Architekten Paul Schwebes unmittelbar neben dem damals noch im Bau befindlichen Gebäude der Industrie- und Handelskammer Berlin mit der Börse errichtet. Im Vergleich zu vielen anderen von Schwebes geplanten Gebäuden war es ein relativ kleines Objekt. Das Gebäude hatte zwei Etagen und war unterkellert. Im Erdgeschoss befanden sich Verwaltungs- und Besprechungszimmer, im Obergeschoss ein Festsaal für 350 Personen und im Untergeschoss die Gaststätte Berliner Keller.
Der Bau war schlicht, nur die Mittelzonen der Wände waren durchfenstert. Die so entstandenen großen Wandflächen waren mit Muschelkalk verkleidet. Der Eingang befand sich an der zur Fasanenstraße ausgerichteten Schmalseite des Gebäudes und war durch ein geschwungenes Vordach geschützt.
Der für das Gebäude bestehende Denkmalschutz wurde 1993 aufgehoben und das Gebäude abgerissen. An dieser Stelle steht heute das Ludwig-Erhard-Haus, in dem auch der Verein Berliner Kaufleute und Industrieller seinen Sitz hat.